# Delta Râului Ume
Delta Râului Ume este o rezervație naturală localizată în partea de est a Suediei, pe teritoriul comitatului Västerbotten, amplasată la gura de vărsare a râului Ume în zona Kvarken a golfului Botnic. 
A fost creată în anul 2002 și ulterior modificată în 2008, respectiv 2019 , cu scopul de a proteja avifauna din zona deltaică, în special păsările călătoare.

## Geografie
Aria protejată cu o suprafață de 1892 ha cuprinde o atât serie de terenuri localizate de-a lungul brațelor constituente ale deltei,Österfjärden și Västerfjärden cât și, parțial sau total, o serie de insule și insulițe (Storsandskär, Lillsandskär, Tuvan, Flisbergsgrundet, Lövskär, Holmen, partea de nord a insulei Obbola).

## Turism
Printre facilitățile oferite vizitatorilor se numără câteva trasee de drumeție, unele prevăzute cu poduri ce conectează malurile cu insulele cum este și pasarela e leagă malul vestic al brațului Österfjärden de insulița Tuvan, precum și turnuri de observație pentru amatorii de birdwatching. 

## Galerie de imagini

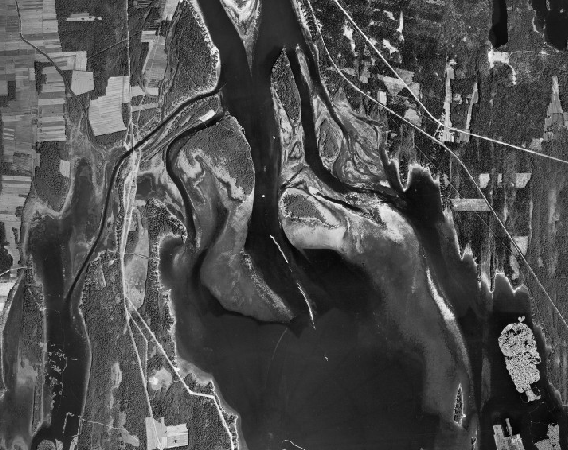
Delta Râului Ume- Aerofotografie din 1960.
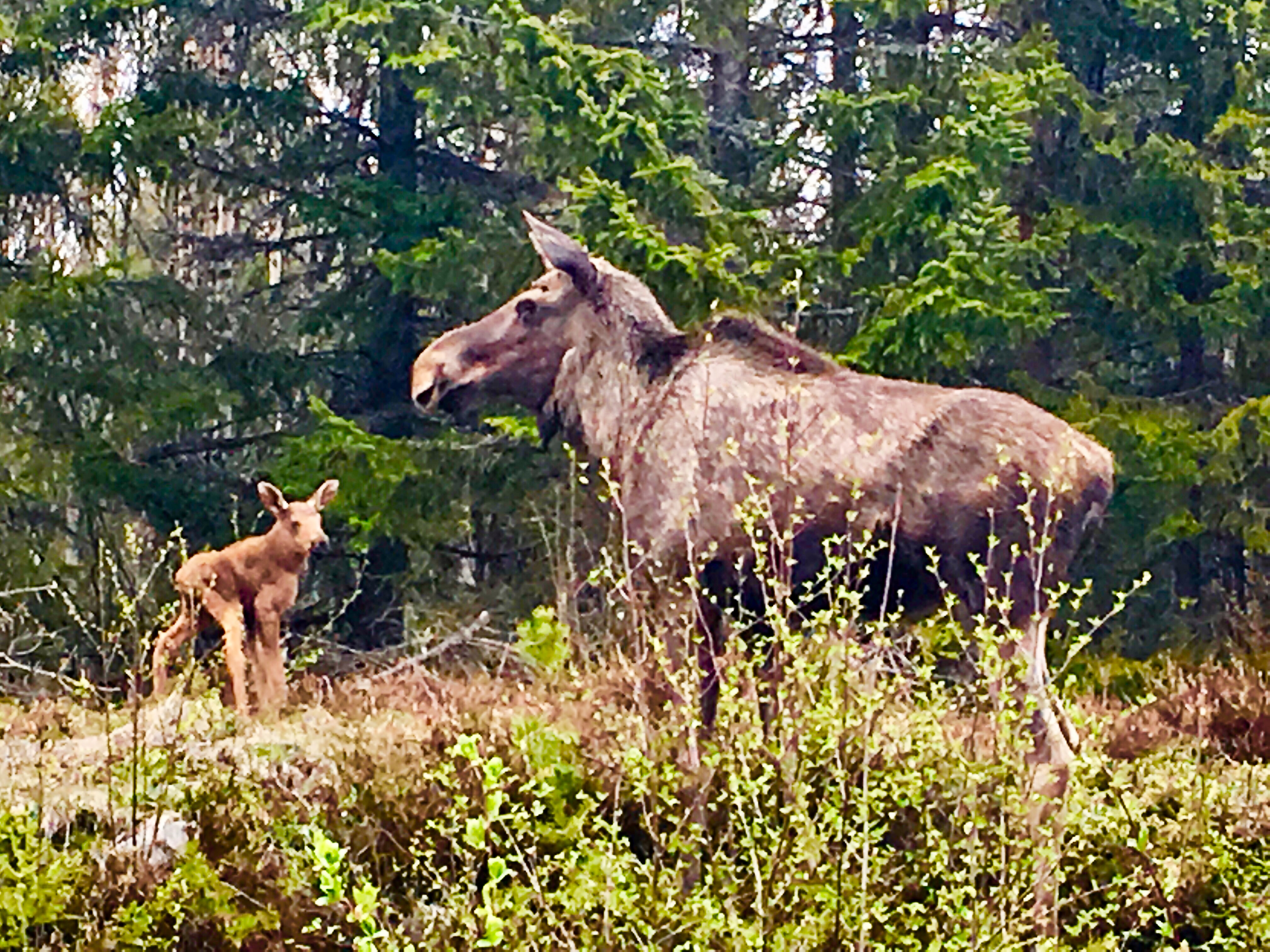
Elani în rezervație.
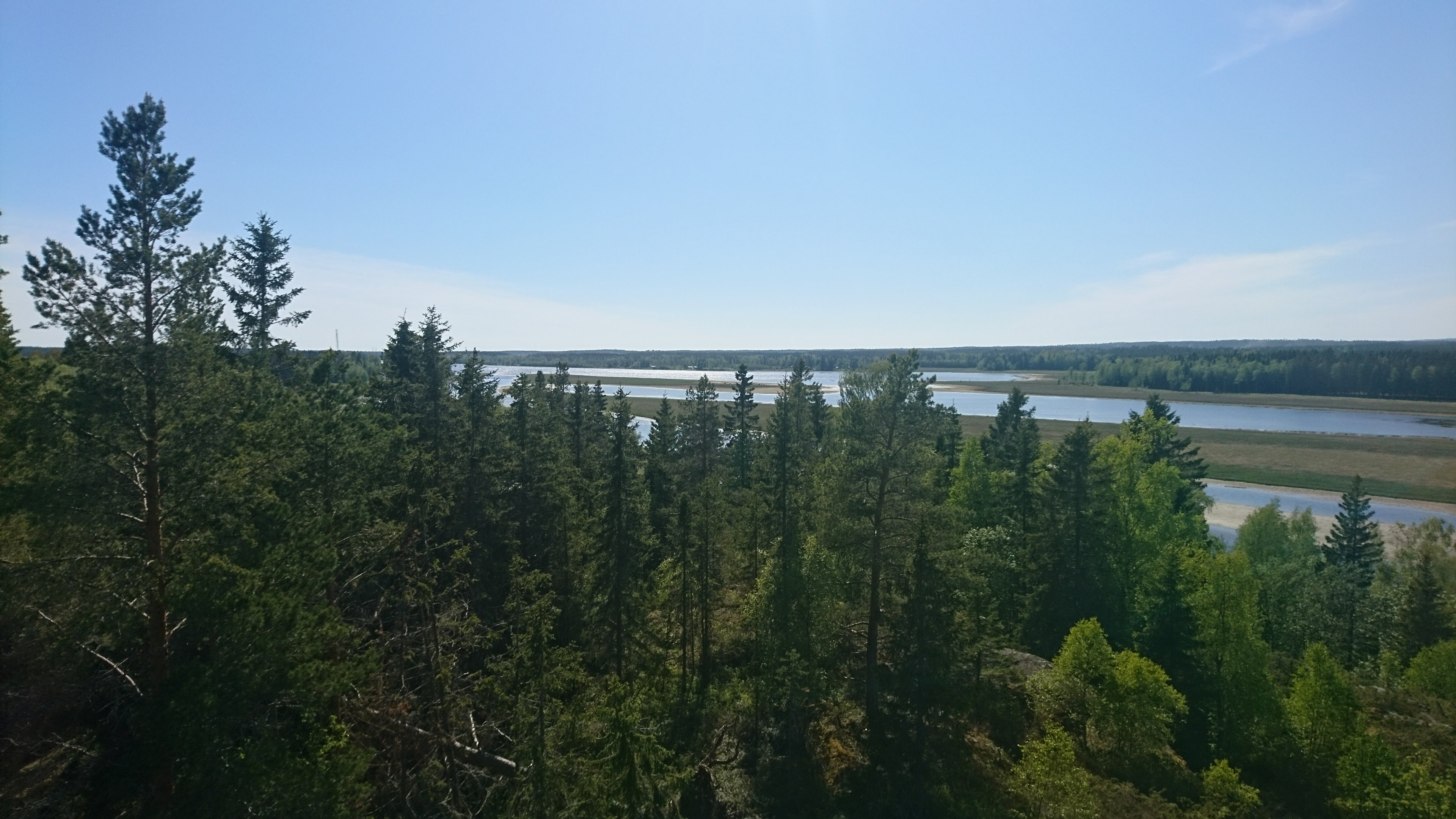
Vedere asupra unei părți din rezervație dintr-un turn de observație amplasat pe Insula Obbola.